# La Roche-Bernard
La Roche-Bernard (en bretó Ar Roc'h-Bernez) és un municipi francès, situat a la regió de Bretanya, al departament d'Ar Mor-Bihan. L'any 2006 tenia 761 habitants.

## Demografia
| 1962                                       | 1968 | 1975  | 1982 | 1990 | 1999 |
| ------------------------------------------ | ---- | ----- | ---- | ---- | ---- |
| 895                                        | 979  | 1.038 | 838  | 766  | 796  |
| Des de 1962: població sense dobles comptes |      |       |      |      |      |

## Administració
| Període   | Identitat       | Partit |
| --------- | --------------- | ------ |
| 2001-2008 | Jean Gatin      |        |
| 2001-     | Daniel Bourzeix |        |